# Hei Bao
Pour les articles homonymes, voir Black Panther.
Hei Bao (chinois : 黑豹乐队 (Black Panther)), est un groupe de rock chinois formé en 1987. Dou Wei en était un des membres principaux. Leurs chansons les plus célèbres sont Don't break my heart, Shameful 《无地自容》, Spirit of Light 《光芒之神》， No Right, No Wrong 《无是无非》， et Our generation' 《我们这一代》.

## Discographie
- Black Panther, 黑豹, 1992
- Spirit of Light, 光芒之神, 1993
- No Right, No Wrong, 无是无非, 1996
- Can't Let My Angst Go Unexpressed, 不能让我的烦恼没机会表白, 1998
- Black Panther V, 黑豹Ⅴ, 2004
- Who are we?, 我们是谁, 2013